# Louves Miniproff de Yaoundé
Louves Miniproff de Yaoundé ist ein kamerunischer Frauenfußballverein. Der seit 2003 bestehende Verein spielt gegenwärtig in der semi-professionellen Championnat de Football Féminin Elite One, der höchsten Frauenspielklasse in Kamerun.

## Geschichte
Der Verein ist mit zwei Titeln der Rekordmeister der 2011 gegründeten Championnat de Football Féminin Elite One. Louves Miniproff gewann zudem zweimal den Supercup „Tournoi de la Femme“. 2011 konnte er sich in der Premierensaison erstmals unter der Leitung von Cheftrainer Samuel Moussongo den Titel der Championnat de Football Féminin Elite One sichern. Der Verein gilt als Talentschmiede und stellte in der Vergangenheit mehrere Nationalspielerinnen ab. Die Spielerinnen Adrienne Iven, Bebey Ariane Beyene, Gabrielle Onguéné, Jeannette Yango und Francine Zouga nahmen beispielsweise für die kamerunische Fußballnationalmannschaft der Frauen an den Olympischen Sommerspielen 2012 in London teil. Des Weiteren stehen mit Therese Abena, Agathe Ngani, Adrienne Iven, Isis Sonkeng Isis und Francine Zouga vier Spielerinnen im vorläufigen Kader für die Fußball-Afrikameisterschaft der Frauen 2014.

## Stadion
Der Verein trägt seine Heimspiele im 38.700 Plätze fassenden Ahmadou-Ahidjo-Stadion aus. Zuvor spielte er bis 2009 im Stade Municipal de Nko'ovos in d’Ebolowa.

## Bekannte Spielerinnen
Folgende Spielerinnen, absolvierten in ihrer Zeit beim Verein. A-Länderspiele für die Kamerunische Fußballnationalmannschaft der Frauen.
Die Spielerinnen sind:
- Therese Abena[10]
- Henriette Michele Akaba Edoa[11]
- Rolande Belengoto[12]
- Bebey Ariane Beyene
- Maylyse Bigui
- Rebecca Ebielewe
- Reine Elisabeth Sosso Ekane
- Gladys Ewodo Ekogo
- Adrienne Iven[13]
- Marlyse Gnanodji
- Christelle Yomi Kuindje[14]
- Mona Kiven Kwim[15]
- Christiane Mbida
- Bibi Balibine Laure Medoua
- Agathe Ngani[16]
- Josephine Ngandi Ngandi[17]
- Eleane Ngo Bibout
- Annette Flore Ngo Ndom[18]
- Valentine Nguele[19]
- Batoum Ngo[20]
- Gislaine Nkou
- Jacqueline Nsim[21]
- Gabrielle Onguéné[22]
- Ysis Sonkeng[23]
- Eléonore Tindo
- Jeannette Yango[24]
- Victorine Yatoliwong
- Francine Zouga[25]